# She Was Naked
"She Was Naked" is een nummer van de Nederlandse band Supersister. In 1970 werd het nummer uitgebracht als de debuutsingle van de groep.

## Achtergrond
"She Was Naked" is geschreven door zanger en toetsenist Robert Jan Stips en geproduceerd door Hans van Oosterhout. Stips werd geïnspireerd om het nummer te schrijven door de muziek van Frank Zappa en Soft Machine. Het nummer kwam tot stand nadat Group 1850-zanger Peter Sjardin zijn manager Hugo Gordijn op de groep wees. Gordijn had net het platenlabel Blossom Records opgericht en kwam, samen met Van Oosterhout, naar een van de repetities van de groep. Zij speelden live geen nummers, maar enkel stukken muziek met een lengte van twintig minuten. Gordijn en Van Oosterhout wezen uit dit stuk muziek een aantal delen aan die zij goed vonden, die aan elkaar werden geplakt. Het resultaat was een nummer met een rustig begin, dat halverwege overgaat naar een stevig nummer met progressieve rockinvloeden.
"She Was Naked" eindigt met de tekst "Dona nobis pacem", wat Latijn is voor "Geef ons vrede". Het nummer werd uitgebracht als de debuutsingle van de band en behaalde de elfde plaats in de Nederlandse Top 40 en de dertiende plaats in de Hilversum 3 Top 30. Ook in Vlaanderen behaalde het de hitlijsten; het kwam tot plaats 26 in de voorloper van de Ultratop 50. Naar aanleiding van het succes van de single kreeg de groep een contract bij Polydor, waar zij hun eerste album Present from Nancy konden opnemen.

## Hitnoteringen

### Nederlandse Top 40
| Hitnotering: 30-05-1970 t/m 11-07-1970 | Hitnotering: 30-05-1970 t/m 11-07-1970 | Hitnotering: 30-05-1970 t/m 11-07-1970 | Hitnotering: 30-05-1970 t/m 11-07-1970 | Hitnotering: 30-05-1970 t/m 11-07-1970 | Hitnotering: 30-05-1970 t/m 11-07-1970 | Hitnotering: 30-05-1970 t/m 11-07-1970 | Hitnotering: 30-05-1970 t/m 11-07-1970 | Hitnotering: 30-05-1970 t/m 11-07-1970 |
| Week                                   | 1                                      | 2                                      | 3                                      | 4                                      | 5                                      | 6                                      | 7                                      |                                        |
| -------------------------------------- | -------------------------------------- | -------------------------------------- | -------------------------------------- | -------------------------------------- | -------------------------------------- | -------------------------------------- | -------------------------------------- | -------------------------------------- |
| Positie                                | 36                                     | 22                                     | 17                                     | 11                                     | 11                                     | 16                                     | 35                                     | uit                                    |

### Hilversum 3 Top 30
| Hitnotering: 06-06-1970 t/m 11-07-1970 | Hitnotering: 06-06-1970 t/m 11-07-1970 | Hitnotering: 06-06-1970 t/m 11-07-1970 | Hitnotering: 06-06-1970 t/m 11-07-1970 | Hitnotering: 06-06-1970 t/m 11-07-1970 | Hitnotering: 06-06-1970 t/m 11-07-1970 | Hitnotering: 06-06-1970 t/m 11-07-1970 | Hitnotering: 06-06-1970 t/m 11-07-1970 |
| Week                                   | 1                                      | 2                                      | 3                                      | 4                                      | 5                                      | 6                                      |                                        |
| -------------------------------------- | -------------------------------------- | -------------------------------------- | -------------------------------------- | -------------------------------------- | -------------------------------------- | -------------------------------------- | -------------------------------------- |
| Positie                                | 28                                     | 18                                     | 13                                     | 14                                     | 23                                     | 26                                     | uit                                    |

### NPO Radio 2 Top 2000
| Nummer met noteringen in de NPO Radio 2 Top 2000 | '99 | '00 | '01 | '02 | '03 | '04 | '05 | '06  | '07  | '08 | '09  | '10  | '11  | '12  | '13  | '14  |
| ------------------------------------------------ | --- | --- | --- | --- | --- | --- | --- | ---- | ---- | --- | ---- | ---- | ---- | ---- | ---- | ---- |
| She Was Naked                                    | 841 | 456 | -   | 560 | 589 | 848 | 838 | 1129 | 1262 | 936 | 1126 | 1247 | 1335 | 1551 | 1749 | 1919 |

1. ↑  Een '-' betekent dat het nummer niet was genoteerd en een vetgedrukt getal geeft de hoogste notering aan.
2. ↑  Deze tabel is bijgewerkt tot en met de laatste editie (2024).